# Robert Percy
Sir Robert Percy of Scotton (* um 1445; † 1485) war ein englischer Ritter.

## Leben
Sir Robert Percy of Scotton war ein Sohn von Sir Robert Percy und ist entfernt mit dem Haus Percy verwandt.
Sir Robert lebte den Großteil seiner Jugend im Haushalt des Richard Neville, 16. Earl of Warwick, wo er gemeinsam mit Richard Duke of Gloucester, dem späteren Richard III., ausgebildet wurde. Die beiden schlossen eine enge Freundschaft, die ihr Leben lang Bestand haben sollte.
Am Vorabend der Krönung Richards III. wurde Sir Percy am 5. Juli 1483 zum Ritter geschlagen.
Sir Robert erhielt die Ehre zusammen mit Francis Lovel, 1. Viscount Lovel, das Königspaar bei den Krönungsfeierlichkeiten zu bedienen. Richard III. berief Sir Robert in sein Privy Council, ernannte ihn 1484 zum Comptroller of the Royal Household, zum Sheriff of Essex and Herefordshire, zum Captain of the Guard und Keeper of the Royal manors Kennington.
Ferner erhielt Robert Percy durch den König neun Häuser, die zuvor John de Vere, 13. Earl of Oxford gehörten.
Sir Robert wurde 1484 als Justice of Array mit der Bewachung der Grenze beauftragt, da eine Invasion durch Henry Tudor befürchtet wurde.
Am 22. August 1485 kämpfte Sir Robert für seinen König bei der Schlacht von Bosworth und fiel.
Andere Quellen sagen aber, dass Sir Percy entkommen konnte und 1487 bei der Schlacht von Stoke gegen Heinrich VII. kämpfte, hierfür 1488 Pardon erhielt und seine ihm entzogenen Besitzungen zurückbekam. Es könnte sich hier aber auch um seinen namensgleichen Sohn handeln, der bei Stoke kämpfte.

## Ehe und Nachkommen
Sir Robert war zweimal verheiratet.
In erster Ehe mit Eleanor, einer Tochter des Ralph Bewely
In zweiter Ehe mit Joyce, einer Tochter des Norman Washbourne
Sir Robert hatte mindestens einen Sohn:
- Robert of Knaresborough